# Icaraí de Minas
Icaraí de Minas – miasto i gmina w Brazylii, w stanie Minas Gerais.